# Sasha Alexander
Sasha Alexander, egentligen Suzana Drobnjaković, född 17 maj 1973 i Los Angeles, Kalifornien, USA, är en amerikansk skådespelare.
Alexander är mest känd för rollen som agenten Caitlin Todd i TV-serien NCIS. Rollfiguren Caitlin skjuts överraskande ihjäl i tjänsten i andra säsongens sista avsnitt, Twilight. Bakom mordet ligger Hamas-terroristen Ari Haswari, spelad av Rudolf Martin.
Alexander började med skådespeleri i sjuan. Hon höll också på med konståkning men tvingades att sluta till följd av en skada. Alexander hade två huvudroller i de kortlivade serierna Presidio Med och Wasteland. Hon var också med i ett avsnitt av komediserien Greg the Bunny. Hon förekom också i filmer som Twin Falls, Idaho, Lucky 13 och All Over the Guy. Hon slutade som skådespelare i NCIS i maj 2005 och hade sedan en liten roll i Mission: Impossible III.
Sasha Alexander är gift med Edoardo Ponti, son till Sophia Loren. Paret har en dotter och en son.
Hon spelar Dr. Maura Isles i TV-serien Rizzoli & Isles. 

## Filmografi (urval)
- 2005 – Lucky 13
- 2006 – Mission: Impossible III
- 2008 – Yes Man
- 2020 – Dangerous lies

## TV-roller (urval)
| År        | Program                        | Roll                | Kommentarer |
| --------- | ------------------------------ | ------------------- | ----------- |
| 2001      | CSI: Crime Scene Investigation | Robin Childs        |             |
| 2000-2001 | Dawson's Creek                 | Gretchen Witter     |             |
| 2002      | Presidio Med                   | Dr Jackie Collette  |             |
| 2002      | Greg the Bunny                 | Laura Carlson       |             |
| 2002      | Vänner                         | Intervjuaren        |             |
| 2003-2005 | NCIS                           | Caitlin "Kate" Todd |             |
| 2006      | E-Ring                         | Allyson Merrill     |             |
| 2010-     | Rizzoli & Isles                | Dr. Maura Isles     |             |